# هارون فرينكل
أهرون ج. فرينكل (وُلِدَ في 9 أيلول عام 1957) هو رجل أعمال عالمي ومن أكبر المستثمرين بمشاريع تجارية ودولية بالقطاع الخاص.

## مساره المهني
منذ سنوات الثمانينيات فرينكل هو المؤسس والمالك لمجموعة Lloyd’s ، مؤسسة تعمل في مجال الاستثمارات العقاري، الطيران المدني، صناعات الطيران، الفضاء، الطاقة والتكنولوجيا المتقدمة.
تم تأسيس المجموعة كجزء من الجهود المبذولة لتنمية وتطوير الاقتصاد في دول وسط وشرق أوروبا. وقد تركزت التنمية والاستثمارات على مشاركة التكنولوجيا والمعدات والمعرفة ورأس المال بين الشركات العالمية في الدول الغربية المهتمة بالدعم والمساهمة في التنمية وازدهار اقتصاد البلدان المذكورة.
فرينكل وبموجب عمله كممثل عن صناعات الطيران المدني الرئيسية  في أوروبا الوسطى والشرقية (بوينغ، إيرباص، غلف ستريم، أغستا)، أنشأ مجموعة Lloyd’s، بهدف جلب منتجات الطيران الغربية والتكنولوجيا والمعدات الأكثر تقدمًا إلى البلدان الشرقية المذكورة.
تتجاوز استثمارات الشركة 35 مليار دولار في الـ 25 سنة الماضية. من خلالها تشارك الشركة في جميع المراحل التجارية، ابتداءً من مبادرات لمشاريع تطويرية وامتدادا لاستثمارات بمشاريع قائمة أو تطويرها.

## نشاطات تجارية
في أوائل العشرينات من حياته، بدأ فرينكل في الأعمال الاستثمارية وريادة الأعمال.
في أواخر ثمانينيات القرن العشرين، أنشأ أهرون فرينكل مجموعة دولية ضخمة تعمل وتستثمر في مجالات الطيران المدني، الفضاء، العقارات، والطاقة حول العالم.

## عقارات
أهرون فرينكل هو رائد ومن أكبر رؤوس الأموال في مجال العقارات، يمتلك العديد من العقارات والفنادق في مختلف البلدان حول العالم، ويشارك في تطوير مشاريع عقارية ضخمة.
خلال عام 2020 حصل فرينكل على السيطرة على شركة «جاف-يام للأراضي» م.ض.

## تشريف وجوائز
- وسام الشرف للجيش الفرنسي من الرئيس الفرنسي نيكولا ساركوزي[8]
- وسام الرئيس الروسي عن المساهمة في المجتمع والاقتصاد.
- وسام الشرف Chevallier de l’Ordre de Grimaldi الذي منحه إياه أمير موناكو، ألبرت الثاني[9]
- رئيس المؤتمر الرئاسي في عهد شمعون بيريز كرئيس دولة إسرائيل[10]
- القنصل الفخري لجمهورية كرواتيا في القدس[11]
- وسام الصداقة السامي من قبل رئيس روسيا[12]
- عضو زميل في متحف تل أبيب للفنون[13][14]
- نائب رئيس الكونغرس اليهودي العالمي
- رئيس المؤتمر اليهودي الأوروبي-الاسيوي
- عضو مجلس أمناء جامعة تل أبيب[15]
- حاصل على جائزة «ياكير كيرن هيسود»[16]
- رئيس إحياء الذكرى التراثية لقائد الأوركسترا العالمي زوبين ميهتا[17]

## تبرع ومساهمات مجتمعية
قام فرينكل بالتمويل والتبرّع لتأسيس مركز للطوارئ الطبي - «ياد سارة» (Yad Sarah) في القدس في أيلول 2017.
 ويضم المركز قسم التصوير الطبي وغرف العلاج والمختبرات والمرافق الأخرى.
يقدم مركز الطوارئ الجديد خدمات لحالات الطوارئ للحالات المتوسطة أو تلك التي لا تتطلب دخول المستشفى.
قدّم فرينكل مساهمات كبيرة من أجل القضاء على الإيدز،  وهو أحد المتبرعين لصندوق غريس كيلي لمحاربة الإيدز ولصندوق السير إلتون جون لمحاربة الإيدز.
فرينكل، من خلال «مبادرة فرينكل لمكافحة التلوث»، هو أحد المتبرعين الرئيسيين لصندوق الأمير ألبرت الثاني من موناكو وجامعة تل أبيب لبحث وتطوير الطاقة الخضراء والاستدامة.

فرينكل هو أحد المتبرعين لمركز بيريز للسلام
فرينكل هو أحد المتبرعين لمتحف علم المحيطات (oceanographic) في موناكو.
مع سقوط أفغانستان بسيطرة طالبان في عام 2021، عمل السيد فرينكل، في نطاق الكونجرس الأوروبي-الاسيوي، مع شخصيات بارزة أخرى، لإنقاذ النساء المسلمات والرياضيات والمساهمات في المجتمع، من أفغانستان، لضمان الحرية وحياة أفضل. 